# Macadamieae
Macadamieae es una tribu de plantas de la familia Proteaceae que tiene los siguientes géneros.
Una tribu de 6 subtribus y 17 géneros, que se extiende desde el sur de África y Madagascar por el sur y el este de Asia, Malasia, Australia, Nueva Caledonia, de clima templado y la región andina de América del Sur hasta las regiones tropicales y subtropicales de América. En Australia, hay 5 subtribus con 7 géneros, de los cuales 5 géneros son endémicos.

## Géneros
| - Athertonia - Brabejum - Euplassa - Floydia - Gevuina - Heliciopsis - Hicksbeachia - Kermadecia | - Lambertia - Macadamia - Malagasia - Panopsis - Roupala - Sleumerodendron - Turillia - Virotia |